# Bostonäktenskap
| Annie Fields och Sarah Orne Jewett levde tillsammans i nära trettio år. |  | Annie Fields och Sarah Orne Jewett levde tillsammans i nära trettio år. |
| Annie Fields och Sarah Orne Jewett levde tillsammans i nära trettio år. |  |                                                                         |

Begreppet bostonäktenskap (engelska: Boston marriage) uppstod i USA vid 1800-talets slut och syftade på förhållanden med två kvinnor som lever tillsammans. Vid denna tid var det inte ovanligt att en kvinna som genom arv eller eget arbete var ekonomiskt oberoende delade sitt liv och hem med en annan kvinna.
Bostonäktenskap har senare kommit att betyda ett asexuellt förhållande mellan två kvinnor som bor ihop.

## Begreppets ursprung
Begreppet kom i bruk efter utgivningen av den amerikanske författaren Henry James roman The Bostonians 1885. Romanen berättar om den passionerade relationen mellan Olive, en förmögen kvinnosakskvinna, och hennes protegé Verena. En relation som utsätts för prövningar när en manlig släkting uppvaktar Verena och gifter sig med henne. 
Med romanen ville Henry James göra en studie av "en av dessa vänskapsrelationer mellan kvinnor som är så vanliga i New England".
Ett annat citat, av suffragetten Frances Willard från 1889, visar hur vanliga intima relationer mellan kvinnor var: "Kvinnor som älskar kvinnor blir fler för var dag och jag har funderat mycket över varför det är så. Att så lite nämns om dem förvånar mig, de finns ju överallt… I dessa dagar när vilken kapabel och aktsam kvinna som helst med ära kan tjäna sitt eget uppehälle finns det inte en by som inte har sitt exempel på ”två hjärtan i samförstånd”, båda kvinnor.".

## Begreppets innebörd
Med bostonäktenskap menades en långvarig monogam relation mellan kvinnor. De kvinnor man syftade på var oftast ekonomiskt oberoende, banbrytande inom sina yrken, kvinnosakskvinnor, engagerade inom kulturområdet och verkade för sociala förändringar. Deras värde- och intressegemenskap var en stark bas för deras kärleksrelationer, eller "romantiska vänskap" som det ibland kallades. Om dessa kärleksrelationer var av sexuell art vet vi inte. Troligen var en del sexuella och andra inte. Men de var ”en förening (eng. union) – ett sannare ord för att beskriva det finns inte” skrev en samtida journalist, Mark DeWolf Howe, som umgicks med flera kvinnliga par.
I dag används termen bostonäktenskap ofta för en lesbisk relation som inte är sexuell.

## Kända bostonäktenskap

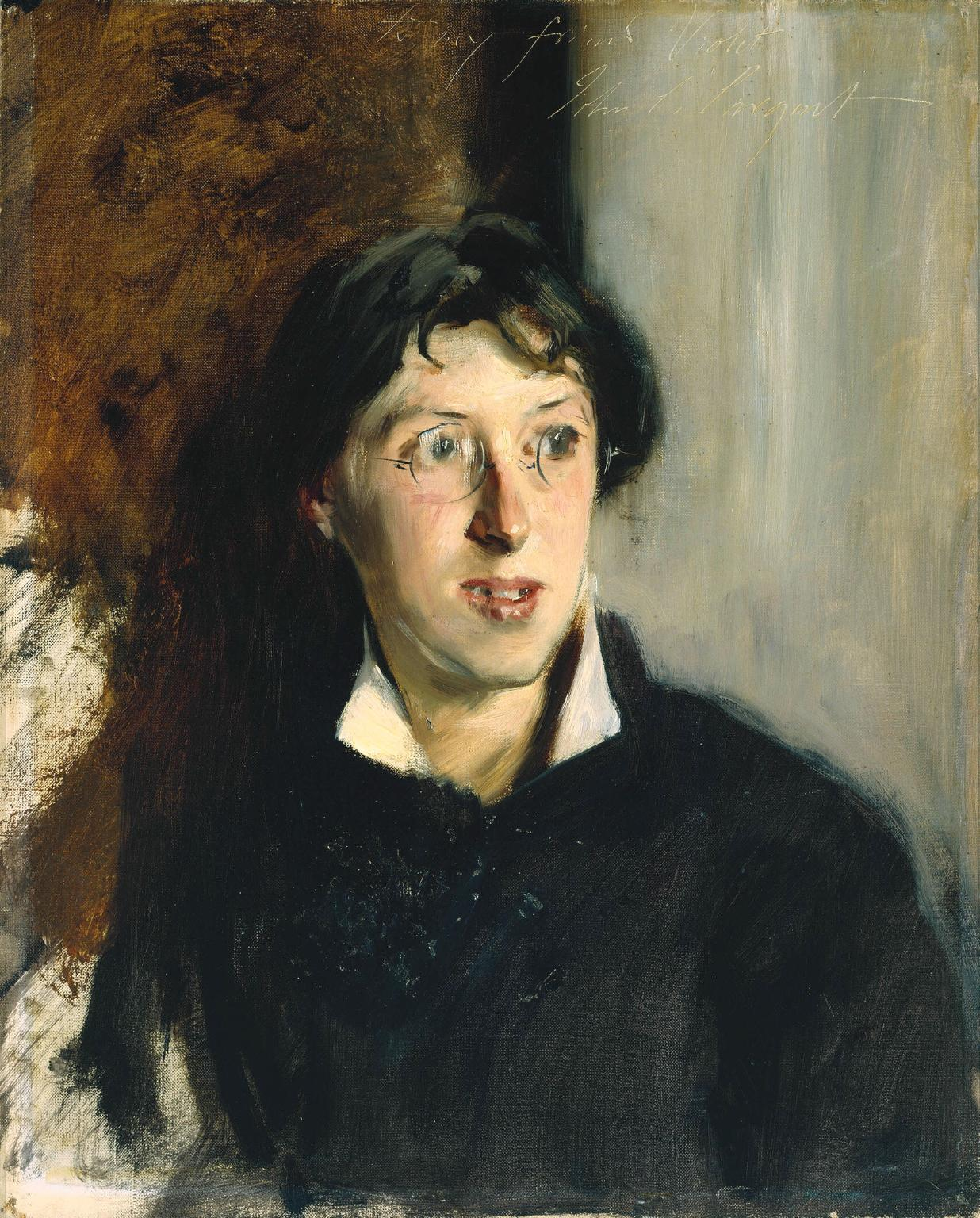
Vernon Lee porträtterad av John Singer Sargent 1881.

Det mest kända bostonäktenskapet är det mellan Sarah Orne Jewett (1849–1909) och Annie Fields (1834–1915). De umgicks i samma kretsar i Boston; Sarah Orne Jewett var författare och Annie Fields gift med förläggaren James Thomas Fields. Bland deras bekanta fanns namnkunniga personer som Harriet Beecher Stowe, Mark Twain, Emma Lazarus, Henry James och Rudyard Kipling. Sarah Orne Jewett och paret Fields var nära vänner och efter James Thomas död 1881 levde Sarah och Annie tillsammans i tjugoåtta år, till Jewetts död 1909.
Sarah och Annie var vänner till konsthistorikern och författaren Vernon Lee, pseudonym för Violet Paget (1856–1935), och hennes partner konstnären Kit Anstruther-Thomson (1857–1921) vilka mestadels bodde i Europa.
Ett annat känt bostonäktenskap var det mellan författaren Willa Cather (1873–1947) och redaktören Edith Lewis som levde tillsammans i New York mellan 1903 och 1947.

## Bostonäktenskap i Sverige
Begreppet bostonäktenskap används i Sverige framför allt i samband med de kvinnor som var pionjärer inom den mansdominerade akademiska världen decennierna runt sekelskiftet 1900. Flera av dessa kvinnor levde tillsammans med en kvinna. Som exempel på svenska bostonäktenskap har nämnts Anna Ahlström (1863–1943), doktor i romanska språk och rektor för Nya Elementarskolan för flickor i Stockholm, och hennes livskamrat läraren Ellen Terserus; läkaren Martha P:son Henning (1881–1969) och hennes ”assistent och hushållerska” Agnes Karlsson; samt Beth Hennings (1889–1971), författare och filosofie doktor, och konstskribenten Gina Leffler som levde tillsammans under många år.
De flesta historiker menar att det vore fel att kalla dessa förhållanden för lesbiska – ”frågor kring förmodad lesbianism får ju betraktas som anakronistiska i den meningen att kvinnorna inte talat om sig själva i den betydelse vi idag tolkar begreppet” – och därför används det från USA inlånade bostonäktenskap.

## Film och teater
Henry James roman The Bostonians (svensk titel En kvinnas röst) filmatiserades 1984 av James Ivory med Vanessa Redgrave, Madeleine Potter och Christopher Reeve i de ledande rollerna.
1999 skrev David Mamet pjäsen Boston Marriage som handlar om relationen mellan två kvinnor vid sekelskiftet 1900. Pjäsen sattes upp på Dramaten 2008 i regi av Birgitta Englin med Marie Göranzon, Alexandra Rapaport och Anna Pettersson.